# 贝尔法斯特 (电影)
《贝尔法斯特》（英語：Belfast）是一部2021年英国-爱尔兰黑白成长劇情片，由簡尼夫·班納编剧并执导。该片由傑米·道南、凯特里奥娜·巴尔夫、茱蒂·丹契、希朗·漢德、柯林·摩根、拉腊·麦克唐纳、格拉德·霍兰、康納·麥克納爾和新人演员裘德·希尔主演。
这部被班納称为“最个人化的电影”的影片，以一个小男孩在20世纪60年代北爱尔兰贝尔法斯特的动荡童年为中心。
该片于2021年9月2日在第48届特柳赖德电影节上进行了全球首映，2021年11月12日在美国上映，2022年1月21日在英国和爱尔兰上映。该片被國家評論協會评为2021年最佳电影之一，并与《犬山記》并列获得第79届金球奖的七项提名，包括最佳戲劇類影片。它还与斯蒂芬·斯皮尔伯格的《西城故事》并列获得第27届评论家选择电影奖的11项提名，包括最佳影片。

## 演员
- 裘德·希尔（英语：Jude Hill）飾演巴迪（Buddy）
- 傑米·道南飾演「爸爸」（"Pa"）
- 凯特里奥娜·巴尔夫（英语：Caitríona Balfe）飾演「媽媽」（"Ma"）
- 茱蒂·丹契飾演「奶奶」（"Granny"）
- 希朗·漢德飾演「爺爺」（"Pop"）
- 柯林·摩根飾演比利·克兰顿（Billy Clanton）
- 拉腊·麦克唐纳（英语：Lara McDonnell）飾演莫伊拉（Moira）
- 格拉德·霍兰（英语：Gerard Horan）飾演麥基（Mackie）
- 康納·麥克納爾（英语：Conor MacNeill）飾演麥勞瑞（McLaury）

## 制作
2020年7月，簡尼夫·班納宣布他将担任该片的编剧和导演。2020年9月，茱蒂·丹契，凯特里奥娜·巴尔夫，傑米·道南，希朗·漢德和裘德·希尔加入该片演员阵容。
主体拍摄于2020年9月开始，在COVID-19大流行期间。拍摄最初在伦敦及周边地区进行，然后转移到贝尔法斯特。制作在2020年10月结束。影片以黑白两色拍摄。
该片的音乐由贝尔法斯特本地人范·莫里森创作，包括八首经典歌曲和一首莫里森为该片创作的新歌。

## 发行
该片于2021年9月2日在特柳赖德电影节进行了全球首映，成为该电影节当年放映次数最多的影片。还于2021年9月12日在多伦多国际电影节上放映。它定于2021年10月17日在圣地亚哥国际电影节上放映。该片于2021年11月12日由焦点影业在美国發行上映，2022年由环球影业在英国發行上映。

## 回响
该片在爛番茄上根据303条评论，持有87%的新鲜度，平均得分8.2/10。